# São Brás (Alagoas)
São Brás es un municipio brasilero del estado de Alagoas. Se localiza a una latitud 10º07'40" sur y a una longitud 36º54'02" oeste, estando a una altitud de 25 metros. Su población estimada en 2004 era de 6 673 habitantes.
Posee un área de 140,6 km².